# Let Malaysia Airlines 370
Let Malaysia Airlines 370 (zkráceně MH370) byl let společnosti Malaysia Airlines, který letěl 8. března 2014 z Mezinárodního letiště Kuala Lumpur v Malajsii na Letiště Peking v Číně. Letadlo bylo typu Boeing 777-200ER a mělo registrační označení 9M-MRO. Na palubě bylo přítomno celkem 239 lidí (227 pasažérů a 12 členů posádky). Letadlo do Pekingu nedoletělo. Příčina jeho zmizení doposud nebyla zjištěna.
Posádka letadla komunikovala s řízením letového provozu naposledy 38 minut po vzletu, kdy bylo letadlo nad Jihočínským mořem. Pak již bylo nalezeno jen v záznamech z malajského vojenského radaru. Podle záznamu se krátce po poslední komunikaci letoun nejdříve prudce otočil na západ a přeletěl Malajský poloostrov a Andamanské moře. Naposledy byl vojenským radarem zachycen nad Malackým průlivem hodinu po náhlé změně směru asi 370 km severovýchodně od ostrova Penang. Podle analýzy údajů ze satelitní komunikace letadlo letělo ještě dalších 6 hodin do jižní části Indického oceánu.
Všech 239 osob na palubě letadla bylo prohlášeno za mrtvé. Šlo tehdy o nejvážnější incident letecké společnosti Malaysia Airlines. Za pouhé čtyři měsíce však byl překonán sestřelením letadla společnosti nad Ukrajinou (Let Malaysia Airlines 17). Oba incidenty způsobily společnosti značné ztráty a tato musela být znovuznárodněna.
Pátrání po zmizelém letadle se stalo nejdražším pátráním v historii letectví. Z důvodu nedostatku informací o trase letadla se pátrání zpočátku soustředilo na Jihočínské a Andamanské moře. Později probíhalo v jižní části Indického oceánu. Ani po třech letech a propátrání 120 tis. km2 mořského dna však letadlo nebylo nalezeno. Pátrání tak bylo v roce 2017 zastaveno. V letech 2015 a 2016 bylo v západní části Indického oceánu vyplaveno na břeh několik trosek letadla.
Závěrečná zpráva z vyšetřování malajského ministerstva dopravy byla vydána v roce 2018. Příčinu incidentu však jednoznačné neurčila. Odhalila však několik selhání malajského řízení letového provozu při komunikaci s letadlem. V návaznosti na incident bylo zavedeno několik nových opatření v oblasti bezpečnosti leteckého provozu. Patří mezi ně prodloužení životnosti baterií podvodních lokalizačních majáků, prodloužení doby záznamu z kabiny a nové standardy pro hlášení polohy letadla nad oceánem mimo dosah radarů řízení leteckého provozu.

## Posádka a cestující

### Posádka
Kapitánem letadla (pilot in command) byl 52letý kapitán Zaharie Ahmad Shah narozený v Penangu. K malajsijským aerolinkám nastoupil v roce 1981 jako kadet, po výcviku a následném získání licence obchodního pilota se v roce 1983 stal důstojníkem této letecké společnosti. V roce 1991 byl povýšen na kapitána letounů Boeing 737-400, v roce 1996 na kapitána Airbusu A330-300 a v roce 1998 na kapitána Boeingu 777-200. Od roku 2007 působil jako letový instruktor. Zaharie měl nalétáno celkem 18 365 letových hodin.
Prvním důstojníkem toho dne byl 26letý Fariq Abdul Hamid. Ke společnosti Malaysia Airlines nastoupil v roce 2007 jako kadet. Poté, co se stal druhým důstojníkem letounů Boeing 737-400, byl v roce 2010 povýšen na prvního důstojníka Boeingu 737-400 a v roce 2012 přešel na Airbus A330-300. V listopadu 2013 zahájil výcvik jako první důstojník letounů Boeing 777-200. Fariq nasbíral celkem 2 763 hodin letové praxe.
Kromě dvou pilotů se na palubě nacházelo také pět stevardů, čtyři letušky a jeden vedoucí (in-flight supervisor). Všichni z palubních průvodčích byli velmi zkušení, jejich pracovní zkušenosti se pohybovaly v rozmezí od 13 do 35 let.

### Cestující
153 cestujících (z 227) bylo čínské národnosti, včetně skupiny devatenácti umělců, kteří se vraceli z kaligrafické výstavy svých děl v Kuala Lumpur. 38 cestujících bylo malajsijskými občany a zbývající oběti pocházeli z 12 různých zemí, jmenovitě z Austrálie, Francie, Indie, Indonésie, Íránu, Kanady, Nizozemska, Nového Zélandu, Ruska, Tchaj-wanu, Ukrajiny a USA. Celkem se tedy na palubě nacházelo 14 národností.

## Průběh letu

Trajektorie letu MH370/MAS370 z Kuala Lumpur do Pekingu

Letadlo vzlétlo v 00:41 místního času (16:41 7. března 2014 středoevropského času) a přistání v Pekingu bylo naplánováno na 06:30 místního času (22:30 7. března 2014 SEČ). V 1:22 místního času (17:22 7. března 2014 SEČ), tedy po 41 minutách letu, došlo ke ztrátě kontaktu mezi letadlem a řídícím střediskem, když přestal reagovat radarový odpovídač letadla. Poslední kontakt střediska s posádkou proběhl o tři minuty dříve v 1:19 místního času (17:19 7. března 2014 SEČ). V té době, kdy se letadlo přiblížilo k orientačnímu bodu nedaleko hranice vietnamského vzdušného prostoru, oznámil dispečer letového provozu z řídící věže v Kuala Lumpur následující: „Malajsijskému letu tři sedm nula, spojte se s letištěm v Ho Či Minově městě na jedna dvě nula čára devět set. Dobrou noc.“ Nato se kapitán Zaharie rozloučil větou: "Dobrou noc, malajsijské tři sedm nula". Zaharie sice nezopakoval požadavek dispečera, jak by podle standardů měl, ale jinak jeho hlášení neznělo podezřele.

V té době se letoun pohyboval ve výšce 10 600 m a letěl rychlostí 872 km/h. Pilot už se letišti nedaleko Ho Či Minova města neohlásil, nereagoval ani na žádnou z následných výzev. Letadlo zároveň nevyslalo žádné nouzové signály nebo informaci, která by naznačovala problémy nebo poruchy.

Trasa MH370 dohledatelná na radarech. Předpokládá se, že dále letadlo odbočilo doleva a zamířilo na jih/jihozápad

V 1:30 místního času se pokoušel kapitán jiného letadla o radiové spojení s MH370, podařilo se mu s letadlem spojit, ale uslyšel jen jakési huhlání a praskání. To byl poslední kontakt s posádkou.
Od té doby bylo letadlo sledováno již jen vojenskými radary. Podle záznamu se letoun nejdříve prudce otočil na západ, zvýšil letovou hladinu až na 13 500 m a poté klesl na 3600 m. Podle výpočtů letoun následně změnil směr letu na jih. Naposledy byl malajsijským vojenským radarem zachycen nad Malackým průlivem v 2:40 místního času (18:40 7. března 2014 středoevropského času) v okolí ostrova Pulau Perak.
Dne 24. března oznámil ministerský předseda Malajsie, že dle analýzy satelitních dat letadlo spadlo v odlehlé oblasti Indického oceánu západně od australského Perthu. Nehodu zřejmě nikdo nepřežil. Na palubě letu se nacházelo celkem 239 pasažérů ze čtrnácti států světa – nejpočetnější byli občané Číny (153) a Malajsie (50). Mezi oběťmi bylo i 20 zaměstnanců amerického výrobce polovodičů Freescale Semiconductor.
I den po zmizení letadla stále vyzváněly některé mobilní telefony cestujících, což potvrdilo 19 rodin obětí. Zřejmě se jednalo o tzv. fantomové vyzvánění, při němž se zdá, že volané číslo je dostupné, byť v systému momentálně není k nalezení a nelze se s číslem spojit. Jedná se o psychologickou pomůcku, aby volající vyčkal u telefonu, zatímco se systém snaží najít konkrétní zařízení.

## Havárie letadla a její příčiny
Let skončil po osmé hodině ráno místního času zřejmě z důvodu spotřebování paliva. Příčin havárie se nabízí několik; jedním z nich může být teroristický únos anebo závažná porucha či událost, která donutila piloty změnit směr a výšku letu a následně znemožnila ovládání stroje. Podle jiné teorie byl příčinou nehody záměrný sebevražedný manévr pilota, který záměrně ztěžoval detekci letu střídavým překračováním hranice Malajsie a Thajska a nakonec provedl symbolický přelet nad svým rodným městem Penang. Dle zjištění časopisu New York byly zajištěny pilotovy počítačové pevné disky, které malajsijští vyšetřovatelé předali americké FBI k analýze. Na pevných discích byly nalezeny uložené trasy z jeho domácího leteckého simulátoru. Vyšlo najevo, že si v simulátoru pilot trénoval velmi podobnou trasu, jaký měl letoun před jeho zmizením.

### Sebevražda a vražda pilota
Malajsijská policie prohledala domy pilotů a zabavila finanční záznamy všech dvanácti členů posádky. V předběžné zprávě vydané Malajsií v březnu 2015 se uvádí, že „neexistují žádné důkazy o nedávných nebo bezprostředně hrozících významných finančních transakcích“ provedených kterýmkoli z pilotů nebo členů posádky a že analýza chování pilotů na kamerových záznamech neprokázala „žádné významné změny v chování“.
Američtí představitelé však považují za nejpravděpodobnější vysvětlení, že někdo v kokpitu letu 370 nastavil autopilota letadla tak, aby letěl na jih přes Indický oceán. Média uvedla, že v případě lidského zásahu by malajsijská policie označila za hlavního podezřelého kapitána Zaharieho. Přesto, že se ve zprávě bezpečnostního vyšetřování vydané v roce 2018 uvádí, že ani jeden z pilotů neměl důvod s letadlem úmyslně spadnout, pozornost se z velké částí upírá právě na kapitána Zaharieho. Mladý první důstojník byl totiž jako pilot nezkušený, takže je nepravděpodobné, že by dokázal uskutečnit tak sofistikovaný plán. Navíc byl zasnoubený a měl se brzy ženit. Jak již bylo zmíněno výše, FBI v roce 2016 zanalyzovala pevný disk leteckého simulátoru z domu kapitána Zaharieho a našla několik bodů nápadně značících uskutečněnou trasu letu nad Indickým oceánem. Nemá se však jednat o dostatečný důkaz, že by letadlo havarovalo kapitánovým zásahem.
V roce 2020 uvedl bývalý australský premiér Tony Abbott tvrzení, že vysocí představitelé malajsijské vlády už dlouho dobu podezřívali, že se kapitán rozhodl spáchat masovou vraždu. „Nebudu říkat, kdo co komu řekl, ale zopakuji, že chci, aby bylo naprosto jasné, že na nejvyšších místech si uvědomili, že se téměř jistě jedná o vraždu a sebevraždu pilota," řekl Abbott pro dokument Sky News. Bývalý malajsijský premiér a šéf policie v reakci na to prohlásil, že neexistuje žádný přesvědčivý důkaz o sebevraždě pilota. Bývalý premiér Najib Razak se nechal internetovým zpravodajským portálem Free Malaysia Today slyšet, že možná sebevražda pilota nebyla nikdy vyloučena, ale bylo by „nespravedlivé a právně nezodpovědné“ svalovat vinu na Zaharieho, protože černé skříňky nebyly nalezeny.
Dokumentární kanadský seriál Letecké katastrofy (v anglickém originále Mayday nebo Aircrash Investigations) vydal v 18. sérii 16. epizodu Killer in the cockpit?, ve které zmiňuje tři případy sebevraždy pilota spojené s vraždou cestujících. Kromě letů Germanwings 9525 a Silk Air 185, obou vyřešených NTSB, také uvádí právě Malaysian Airlines 370.
Největší otazník však visí nad kapitánovým případným motivem. Byl ženatý, s manželkou měl tři děti, a podle slov jeho nejbližších to byl veselý a štědrý člověk, který svou rodinu miloval. Byl to také zdatný a psychicky odolný pilot, jež létal s nadšením. Navíc při zkoumání kapitánova chování na záběrech z letištních bezpečnostních kamer v den osudného letu a ve dnech jeho tří předcházejících letů nebyly pozorovány žádné změny v jeho chování. Styl jeho chůze, držení těla, mimika i způsob, jakým mluvil, nevyvolávaly žádné podezření. Přesto, že oficiální dokumenty vykreslují kapitána Zaharieho jako téměř bezchybného, existují teorie zpochybňující tento názor. Podle médií měl tento malajsijský pilot problémy v manželství a svým přátelům se měl údajně svěřit, že se jeho manželka, plánující v době před nehodou rozvod, přestěhovala do druhého domu, a tak kapitán čas mezi jednotlivými lety vyplňoval bloumáním po prázdném domě. Mezi vyšetřovateli v letecké a zpravodajské sféře panuje silné podezření, že Zaharie trpěl klinickou depresí. Podle jiné teorie unesl pilot letadlo na protest proti uvěznění Anwara Ibrahima, tehdejšího vůdce malajsijské opozice, který byl odsouzen odnětím svobody na pět let.

### Teroristický útok
Úředníci Spojených států i Malajsie prověřovali minulost všech cestujících uvedených na seznamu. Pozornost médií vyvolalo zjištění, že na palubu letu 370 nastoupili dva muži s ukradenými pasy. Pasy, jeden rakouský a jeden italský, byly nahlášeny jako odcizené v Thajsku během předchozích dvou let. Oba cestující se později podařilo identifikovat jako Íránce ve věku 19 a 29 let a ukázalo se, že byli pravděpodobně žadateli o azyl. Generální tajemník Interpolu později uvedl, že se organizace „přiklání k závěru, že se nejednalo o napadení teroristy".
Dne 18. března 2014 čínská vláda oznámila, že prověřila všechny čínské občany v letadle a vyloučila možnost, že by se některý z nich podílel na teroristických útocích.
V dubnu téhož roku vydal ruský deník Moskovskij kosmolec článek, ve kterém obviňuje neznámé teroristy z únosu letadla. Podle novin měl muž jménem Hitch dát pilotům instrukce, aby s letounem přistáli v Afghánistánu nedaleko hranic s Pakistánem, konkrétně někde u Kandaháru.

### Podezřelý náklad
Let 370 převážel 10 806 kg nákladu, z čehož malajsijské vyšetřovatele zaujalo 221 kilogramů lithium-iontových baterií. Ty se nacházely v zásilce o hmotnosti 2 453 kg a byly zabaleny v souladu s pokyny Mezinárodní asociace leteckých dopravců (IATA), ale před naložením na palubu letu 370 neprošly na mezinárodním letišti v Kuala Lumpuru žádnou další kontrolou. Pokud se lithium-iontové baterie přehřejí a vznítí, mohou způsobit intenzivní požár, což se v minulosti už stalo při některých leteckých neštěstích.
Možnost s ohněm na palubě by vysvětlovala nemožnost komunikace (ohořelá kabeláž) i prvotní otočku letadla, protože posádka se mohla pokusit o nouzové přistání na letišti v severní Malajsii, na Mezinárodním letišti Penang nebo Mezinárodním letitšti Langkawi. Přesto je tato teorie spíše nepravděpodobná; letadlo v plamenech zpravidla nelétá ve vzduchu několik dalších hodin, navíc vyšetřovatelé z ATSB provedli expertní analýzu domnělých stop požáru na nalezených troskách a zjistili, že se jedná o pryskyřici.

### Nereagující posádka nebo hypoxie
Analýza ATSB, která porovnávala dostupné důkazy o letu 370 se třemi kategoriemi nehod – ztráta kontroly nad letadlem (např. ztrátou vztlaku), okolnosti vedoucí k plachtění letadla (např. selhání motoru, vyčerpání paliva) a nereagující posádka nebo hypoxie – dospěla k závěru, že nereagující posádka nebo hypoxie „nejlépe odpovídají dostupným důkazům“ pro pětihodinový let, kdy letadlo letělo na jih nad Indickým oceánem bez komunikace nebo výrazných odchylek od dráhy, pravděpodobně na autopilota. Pokud by po odpojení autopilota nebyly provedeny žádné řídicí vstupy, letadlo by pravděpodobně přešlo do spirálovitého střemhlavého letu a spadlo by do oceánu do 37 kilometrů od odpojení autopilota.
Analýza nalezeného flaperonu ukázala, že přistávací klapky nebyly vysunuty, což podporuje teorii o spirálovém střemhlavém pádu při vysoké rychlosti. V květnu 2018 ATSB opět tvrdila, že let nebyl v době havárie řízen, a její mluvčí dodal: „Máme poměrně dost údajů, které nám říkají, že letadlo, pokud bylo na konci řízeno, nebylo řízeno příliš úspěšně“.

### Mechanická závada
Ze začátku vyšetřování se uvažovalo také o mechanické závadě letadla. Avšak vyšetřovatelé zkoušeli nasimulovat na Boeingu 777 známé podmínky letu a došli k závěru, že je nemožné, aby došlo ke kombinaci takových technických poruch. Vyšetřovatelé navíc zjistili, že první otočku nemohl za žádných okolností provést autopilot, který má naprogramovaný maximální náklon letadla na 25°, jenž by byl v tomto případě výrazně porušen. První prudká otočka byla tedy provedena manuálně, avšak v následujících dvou případech už mohlo letadlo zabočit oběma způsoby. V případě Malaysian Airlines 370 se proto nemůže jednat o závadu počítače, kolaps kontrolního systému, poruchu čidel, selhání letových přístrojů nebo elektroniky ani nekontrolovanou dekompresi. Nenašel se žádný společný činitel, kromě lidského jednání.

### Konspirační teorie
Mezi konspirační teorie spojené se zmizením letu MH370 patří například sestřelení letadla nějakým státem (nejčastěji USA, Ruskem nebo Čínou) a snaha toto jednání zakrýt, ačkoliv se nikdy nenalezly žádné stopy po střepinách rakety nebo jiných projektilech. Teorie o účasti Ruska na zmizení letu ještě zesílila po nehodě letu Malaysia Airlines 17 o čtyři měsíce později, kdy ruští separatisté sestřelili Boeing 777 s 298 lidmi na palubě protiletadlovou raketou země-vzduch.
Mezi další podobnou teorii patří bezpečné přistání letounu na nějaké vojenské základně, například na ostrově Diego García. Jedním z největších podporovatelů této možnosti je americký novinář Jeff Wise, autor knihy The Taking of MH370, který tvrdí, že letadlo neletělo na jih, ale přistálo v pořádku v Kazachstánu. Český pilot David Hecl uvedl ve svém rozhovoru s Martinem Moravcem, že ,,letadlo někde přistálo a zatáhli ho do hangáru." Jako vysvětlení dodal: ,,Kdosi měl zájem o něco, co bylo na palubě – ať už to byli nepohodlní cestující nebo zařízení, které nemělo spatřit světlo světa."
Jiní konspirátoři tvrdí, že letadlo unesli mimozemšťané. V roce 2014 se také zvýšila popularita teorie, že letoun pohltila černá díra, protože tuto možnost v témže roce zmínil Don Lemon v televizi CNN. Dokud se nenalezlo několik kusů trosek, nevylučovala se ani teorie, že letadlo zasáhlo meteorit, byť pravděpodobnost takové náhody byla téměř nulová.
Mezi další konspirační teorie patří například přistání letounu v Severní Koreji, působení Bermudského trojúhelníku, zásah iluminátů nebo kybernetický útok ze země.

## Pátrání po troskách letounu

Předpokládaný dolet a prohledané oblasti k 2. dubnu 2014

Ihned po ztrátě kontaktu mezi letadlem a řídícím střediskem zahájila Malajsie pátrání po stopách nebo troskách letadla, do kterého se ze začátku zapojily desítky lodí a letadel z 11 zemí. Celkem se pak do vyšetřování zapojilo 25 zemí.
Američtí vyšetřovatelé přišli s verzí, že letadlo mohlo letět po ztrátě kontaktu s civilní navigací ještě asi 4 hodiny. Vyplývá to z analýzy dat motorů Rolls-Royce, které vysílaly údaje na satelit. Letadlo tak mohlo uletět dalších 4000 kilometrů a dostat se na hranici Číny s Mongolskem, Indie s Pákistánem či do Austrálie. Další analýzy však severní trasu vyloučily. Poslední pravidelný satelitní kontakt s motory proběhl 8:11 místního času (0:11 8. března 2014 středoevropského času).
Prvním nálezem se stala dne 29. července 2015 vztlaková klapka z ostrova Réunion; tento díl byl dále zkoumán ve vojenské laboratoři v Toulouse. Výrobní štítek nebyl na klapce nalezen, ale podle identifikačních čísel z vnitřních částí klapky byl díl identifikován jako část hledaného letadla.

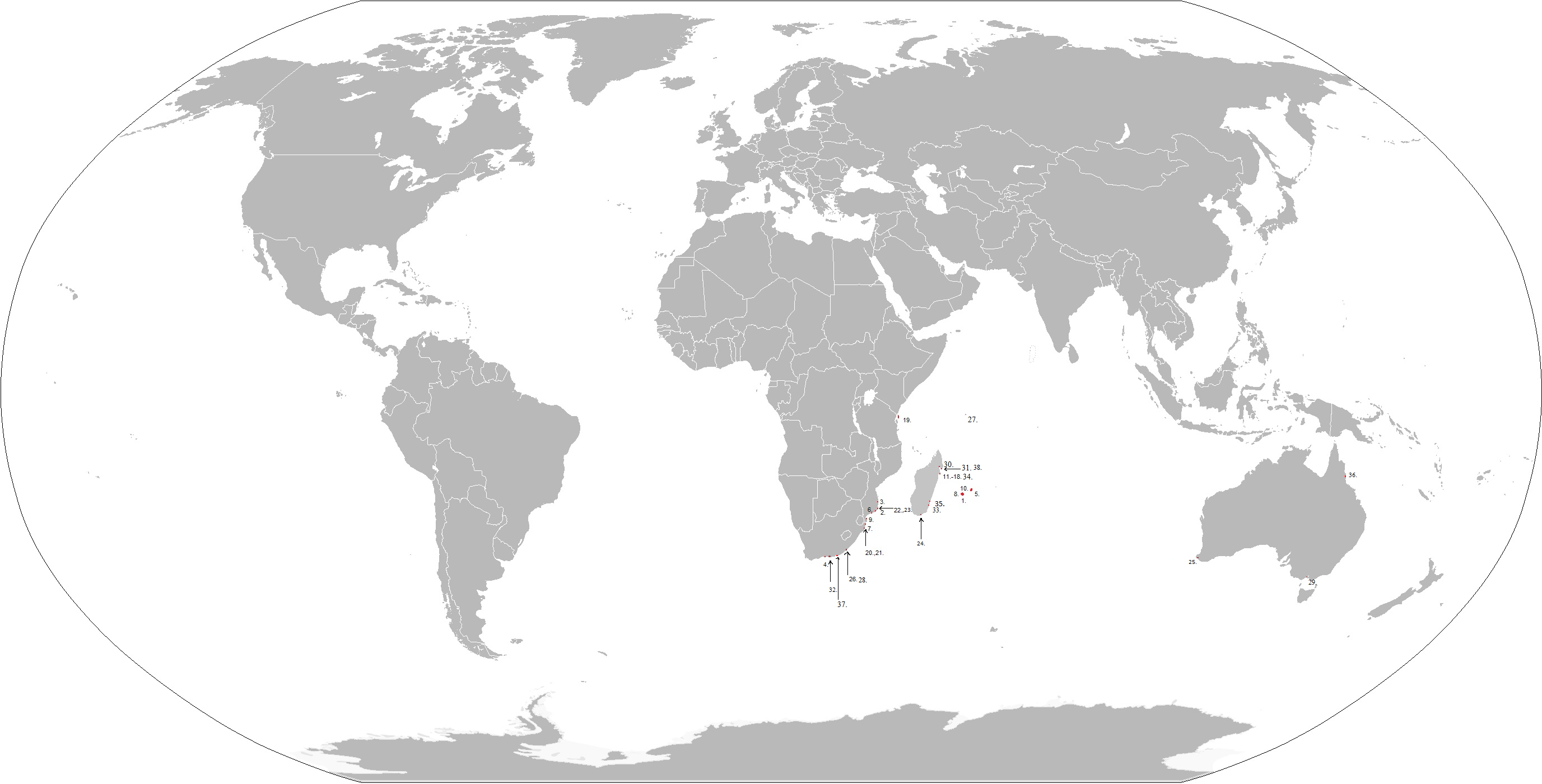
Místa nalezení trosek letu MH370

Koncem února 2016 byla nalezena malá část letadla u jihoafrického přístavního města Mossel Bay, jež na sobě nese část loga výrobce motorů Rolls-Royce, jenž vyrábí motory pro Boeing 777. Na jaře 2016 byl objeven na Mauriciu úlomek křídla z letu MH370. Do roku 2017 bylo na Réunionu, v Jihoafrické republice, na Mauriciu, na Madagaskaru, v Mosambiku a v Tanzanii nalezeno 27 trosek připisovaných letounu. U 3 trosek bylo potvrzeno, že z letounu pochází, 7 pak téměř jistě, 10 s různou dávku jistoty, zbylých 7 nebylo identifikovaných.
| Potvrzené            | 3 |
| Téměř jisté          | 7 |
| Vysoce pravděpodobně | 8 |
| Pravděpodobné        | 2 |
| Neidentifikované     | 7 |

Hledání vraku letadla v prostoru téměř o rozloze Řecka, jenž byl vymezen také díky výpočtům vycházejícím z réunionského nálezu, na lodích skenujících dno Indického oceánu nadále pokračovalo v roce 2016 až do poloviny ledna 2017. Dne 17. ledna 2017 bylo pátrání dočasně ukončeno. Pátrání bylo znovu obnoveno v roce 2018, vrak letadla však nebyl nalezen. Během pátrání bylo nalezeno několik vraků lodí z různých období (mj. loď na sypký náklad Stellar Daisy ztracená v roce 2017) a vrak ponorky ARA San Juan argentinského námořnictva, která zmizela v roce 2017.
Zhruba v polovině roku 2018 tak skončilo poslední pátrání po troskách letounu. V březnu 2024, několik dní před desátým výročím zmizení, malajsijská vláda uvedla, že bude s Austrálií konzultovat spolupráci na další expedici týmu Ocean Infinity. „Hledání musí pokračovat,“ prohlásil malajsijský ministr dopravy Anthony Loke. V prosinci roku 2024 oznámil Loke, že se pátrání po troskách obnovilo; společnost Ocean Infinity prozkoumá nové oblasti Indického oceánu a v případě úspěšného nálezu obdrží 70 milionů dolarů.

## Analýza satelitní komunikace

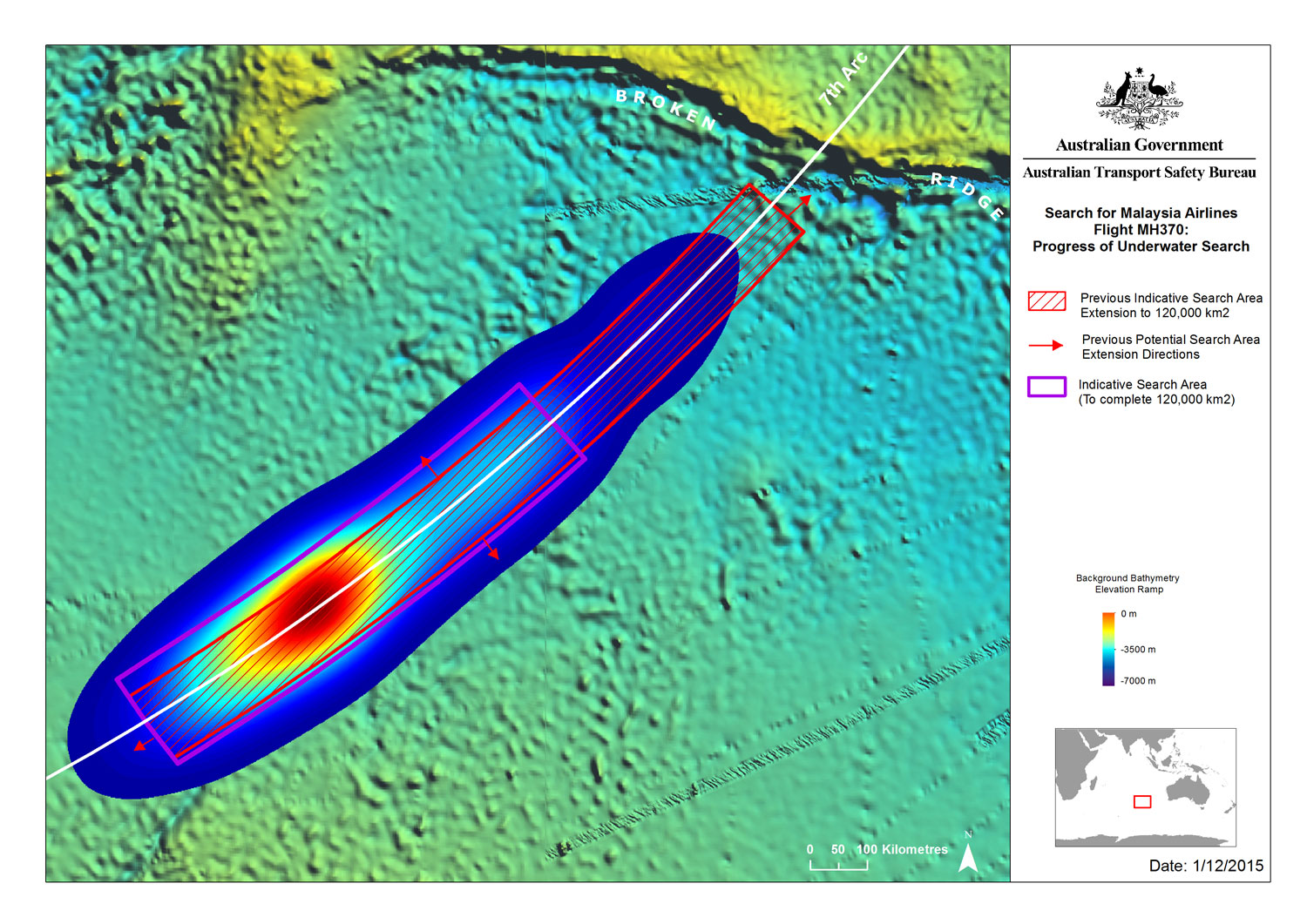
Teplotní mapa indikující pravděpodobnou lokaci letu MH370 založenou na bayesovské statistické analýze možných letových tras od australské DSTG

Satelitní komunikace s letem 370, která probíhala přes systém Inmarsat, konkrétně přes satelit Inmarsat-3 F1, poskytovala vyšetřovatelům pouze vodítka při snaze určit trasu letu, protože neobsahovala pozici, směr letu ani rychlost. Systém SATCOM (anglicky Aeronautical satellite communication) umožňuje přenášet informace z pilotní kabiny letadla, automatické přenosy dat z různých součástí letadla pomocí protokolu ACARS. Může být požit i pro přenos zpráv FANS (anglicky Future Air Navigation System), ATN (anglicky Aeronautical Telecommunication Network), faxu, hlasu i datových přenosů. Letadlo používalo pro přenos satelitních dat jednotku SDU (anglicky Satellite data unit), která fungovala nezávisle na SATCOM. Jednotka SDU předávala zprávy přes satelit, který signál přijal, zesílil a odeslal na jiné frekvenci pozemní stanici. Pozemní stanice předává stejnou cestou své požadavky nebo odpovědi letadlu. V tomto případě docházelo v hodinových intervalech k předávání log-on zpráv, které jsou označovány také jako ping (test vzájemné komunikace) nebo handshake. V čase 8:19:29 iniciovalo letadlo poslední handshake, na další iniciovaný v 9:15 pozemní základnou už letadlo neodpovědělo. V čase 8:19 bylo letadlo ve vzduchu již 7 hodin a 38 minut, přičemž typická cesta Kuala Lumpur – Peking trvá 5,5 hodiny, takže letadlu zřejmě došlo palivo, a proto již neodpovědělo.
Ze satelitní komunikace byly odvozeny dva podpůrné údaje:
- Burst time offset (BTO) – čas mezi zasláním výzvy a příjmem odpovědi na ni (ping, handshake) je přímo úměrný vzdálenosti mezi základnou, satelitem a letadlem. Z této prodlevy byly rekonstruovány mezní vzdálenosti, ve kterých se při jednotlivých odezvách letadlo nacházelo.
- Burst frequency offset (BFO) – rozdíl mezi předpokládanou a skutečnou frekvencí, na které byla výzva přijata, je určen Dopplerovým jevem. Z tohoto rozdílu byla určena rychlost a směr pohybu letadla, nicméně je několik možných řešení, které vyhovují zjištěnému frekvenčnímu posuvu.

Pro analýzu získaných dat ze šesti vzájemných komunikací (handshake) byly použity dva postupy, v jejichž průniku byla oblast s 80% pravděpodobností výskytu letadla.

## V populární kultuře
Zmizení letu MH370 bývá často označováno jako "jedno z největších záhad v dějinách moderního letectví". V souvislosti s touto nehodou vzniklo několik dokumentů, některé z nich se začaly vysílat nedlouho po tragické události. Jedním z nich je například dokumentární minifilm Flight 370: The Missing Links (v českém vydání pod názvem Let č. 370: Chybějící články) amerického televizního kanálu Discovery Channel, který mohl diváci zhlédnout od 19. dubna 2014. Dokumentární televizní seriál zaměřený na letecké katastrofy Mayday (v českém znění Letecké katastrofy) natočil o tragédii epizodu s názvem „What Happened to Malaysian 370?“ (česky Kam zmizel let MH370?). Tento díl se ve Velké Británii odvysílal 8. března 2015, přesně v den prvního výročí zmizení letu.
Dokumentární filmy a seriály vznikaly i v průběhu dalších let. V srpnu 2018 televizní seriál Drain the Oceans (v českém znění Tajemství oceánů), vysílaný National Geographic, připomněl v epizodě Without a Trace (česky Beze stopy) katastrofu a shrnul metody použité při pátrání včetně možných objevů. Na deváté výročí katastrofy, tedy 8. března 2023, vydal Netflix trojdílný dokumentární seriál MH370: The Plane That Disappeared (česky MH370: Ztracené letadlo).
V roce 2023 vyšetřovala malajsijská policie americkou komičku Jocelyn Chiaovou za porušení malajsijských zákonů týkajících se podněcování a šíření urážlivého obsahu na internetu poté, co v newyorském Comedy Cellar kontroverzně vtipkovala o letu. Ta si utahovala z Malajsie, že nemůže navštívit Singapur (ve kterém Chiaová vyrůstala), protože jejich letadla neumí létat. Zároveň dodala: ,,Že to zmizení letu není vtipné, he? Zapomeňte na to, některé vtipy holt 'ne(do)sednou'." Video s jejím stand-up vystoupením bylo z TikToku odstraněno kvůli porušení pokynů platformy pro nenávistné projevy. Vivian Balakrišnan, singapurský ministr zahraničí, označil vtip Chiaové za „příšerný výrok“. Dotyčná komička se za vtip postavila s tím, že byl „vytržen z kontextu“ a že byl dříve použit více než stokrát bez stížností.
V březnu roku 2024, deset let od zmizení letu, vydal Rostislav Kopecký, na serveru YouTube známý jako uživatel flyRosta, téměř hodinu a půl dlouhý dokument na toto téma v češtině. Dokumentární film jménem MH370: Let, který měl zmizet se setkal s pozitivním ohlasem diváků; k srpnu 2024 dostal na ČSFD od uživatelů 87 %.